# Steinfeld (Oldenbourg)
Steinfeld (Oldenburg) est une commune d'Allemagne, dans l'arrondissement de Vechta en Basse-Saxe.

## Géographie
Steinfeld est située dans le nord de l'Allemagne, entre les villes de Brême et Osnabrück.

### Quartiers
- Brokamp-Wieferich
- Ondrup
- Holthausen
- Düpe
- Baring
- Harpendorf
- Lehmden
- Schemde
- Steinfeld-Süd
- Mühlen

## Jumelage
- Jastrowie (Pologne)